# Whitchurch Hill
Whitchurch Hill är en by i Oxfordshire i England. Byn är belägen 30 km 
från Oxford. Orten har 661 invånare (2016).